# Krasni Oktiabr
Krasni Oktiabr - Красный Октябрь (rus) - és un khútor del krai de Krasnodar, a Rússia. Es troba a la confluència del riu Neipil amb el riu Adagum, a 22 km al nord-oest de Krimsk i a 94 km a l'oest de Krasnodar, la capital.
Pertany al municipi de Pàvlovski.